# DJ Patil
Dhanurjay Patil, dit DJ Patil, est un data scientist américain né le 3 août 1974. 

## Activités
Il est Chief Data Scientist à l'Office of Science and Technology Policy,, de 2015 à 2017..
Il a également travaillé pour RelateIQ, rachetée par SalesforceIQ (en), Color Labs et LinkedIn,.
Il a développé l'équipe de science des données au sein de LinkedIn et est un des pionniers de la science des données.